# Coupe Davis 1908
Navigation
Édition précédente Édition suivante
La Coupe Davis 1908 est la huitième du nom. L'épreuve masculine se déroule à Albert Ground, à Melbourne, en Australie, pour le challenge round, durant lequel le vainqueur précédent affronte directement le finaliste de l'édition en cours. 
L'Australasie, combinaison entre l'Australie et la Nouvelle-Zélande, remporte sa deuxième victoire consécutive.

## Finale
Lieu : Longwood Cricket Club, Boston, Massachusetts, États-Unis
Dates : du 17 septembre au 19 September 1908
 États-Unis 4-1  Royaume-Uni
- 1 William Larned (États-Unis) (V) - James Parke (Grande-Bretagne) 6-3 6-3 7-5
- 2 Beals Wright (États-Unis) - Josiah Ritchie (Grande-Bretagne) (V) 1-6 3-6 2-6
- 3 Fred Alexander (États-Unis)Harold Hackett (États-Unis) (V) -- James Parke (Grande-Bretagne) Josiah Ritchie (Grande-Bretagne)  6-3 2-6 7-5 6-1
- 4 William Larned (États-Unis) (V)- Josiah Ritchie (Grande-Bretagne)  4-6 6-2 6-3 6-2
- 5 Beals Wright (États-Unis) (V) - James Parke (Grande-Bretagne)  8-10 3-6 6-4 7-5 6-2

## Challenge round
Lieu : Albert Ground, Melbourne, Australie
Dates : du 27 novembre au 30 novembre 1908
 Australasie 3-2  États-Unis
- 1 Norman Brookes (Australasie) (V)- Fred Alexander (États-Unis)  5-7 9-7 6-2 4-6 6-3
- 2 Beals Wright (États-Unis) (V)- Anthony Wilding (Australasie)  3-6 7-5 6-3 6-1
- 3 Norman Brookes (Australasie) Anthony Wilding (Australasie) (V)-- Fred Alexander (États-Unis) Beals Wright (États-Unis) 6-4 6-2 5-7 2-6 6-4
- 4 Beals Wright (États-Unis) (V)- Norman Brookes (Australasie) 0-6 3-6 7-5 6-2 12-10
- 5 Anthony Wilding (Australasie) (V) - Fred Alexander (États-Unis)  6-3 6-4 6-1